# Pseudoscopelus aphos
Pseudoscopelus aphos är en fiskart som beskrevs av Prokofiev och Kukuev 2005. Pseudoscopelus aphos ingår i släktet Pseudoscopelus och familjen Chiasmodontidae. Inga underarter finns listade i Catalogue of Life.